# Список глав государств в 105 году до н. э.
| 106 до н. э. ← Список глав государств по годам → 104 до н. э. |

## Азия
- Анурадхапура — Кхалатта Нага, царь (109 до н. э. — 103 до н. э.)
- Армения Великая — Тигран I, царь (115 до н. э. — 95 до н. э.)
- Вифиния — Никомед III Эвергет, царь (127 до н. э. — 94 до н. э.)
- Иберия — Фарнаджом, царь  (109 до н. э. — 90 до н. э.)
- Индо-греческое царство:
  - Гелиокл II , царь (от Гандхары/Западного Пенджаба до Матхура)  (125 до н. э. — 100 до н. э.)
  - Антиалкин, царь (в Паропамисадах, Арахозии и Гандхаре)  (115 до н. э. — 95 до н. э.)
- Иудея — Иоанн Гиркан I, этнарх  (134 до н. э. — 104 до н. э.)
- Каппадокия — Ариарат VII Филометор, царь (116 до н. э. — 101 до н. э.)
- Китай (Династия Хань) — У-ди (Лю Чэ), император  (141 до н. э. — 87 до н. э.)
- Коммагена — Митридат I Калинник,  царь (109 до н. э. — 70 до н. э.)
- Корея:
  - Махан — Хьо, вождь (113 до н. э. — 73 до н. э.)
  - Пуё — Ковуру, тхандже (121 до н. э. — 86 до н. э.)
  - Пукпуё — Кодумак, тхандже (108 до н. э. — 60 до н. э.)
- Осроена — Бакру II, царь (112 до н. э. — 94 до н. э.)
- Парфия — Митридат II Великий, царь (124 до н. э. — 91 до н. э.)
- Понтийское царство — Митридат VI Евпатор, царь (120 до н. э. — 63 до н. э.)
- Сатавахана — Сатакарни II, махараджа (134 до н. э. — 78 до н. э.)
- Селевкидов государство (Сирия):
  - Антиох VIII Грип, царь (125 до н. э. — 96 до н. э.)
  - Антиох IX Кизикский, царь (116 до н. э. — 95 до н. э.)
- Харакена — Аподак,  царь (ок. 110 до н. э./109 до н. э. — ок. 104 до н. э./103 до н. э.)
- Хунну — 
  - Увэй, шаньюй (114 до н. э. — 105 до н. э.)
  - Ушилу, шаньюй (105 до н. э. — 102 до н. э.)
- Шунга — Ваджрамитра, император (108 до н. э. — 94 до н. э.)
- Япония — Кайка, тэнно (император) (158 до н. э. — 98 до н. э.)

## Африка
- Египет — Птолемей X Александр I, царь (107 до н. э. — 89 до н. э.)
- Кирена (Киренаика) — Птолемей Апион, царь (105 до н. э. — 96 до н. э.)
- Мавретания — Бокх I, царь (ок. 110 до н. э. — ок. 80 до н. э.)
- Мероитское царство (Куш) — Танийдамани, царь (ок. 120 до н. э. — ок. 100 до н. э.)
- Нумидия:
  - Югурта, царь (118 до н. э. — 105 до н. э.)
  - Гауда, царь (105 до н. э. — 88 до н. э.)

## Европа
- Боспорское царство — Митридат VI Евпатор, царь (109 до н. э. — 63 до н. э.)
- Ирландия — Конайре Великий, верховный король (110 до н. э. — 40 до н. э.)[1]
- Одрисское царство (Фракия) — Котис V, царь (120 до н. э. — 87 до н. э.)
- Римская республика:
  - Публий Рутилий Руф, консул (105 до н. э.)
  - Гней Маллий Максим, консул (105 до н. э.)

## Галерея
- У-ди  
 141 до н.э.— 87 до н.э. 
 Император Китая
- Митридат II Великий  
 124 до н.э.— 91 до н.э. 
 Царь Парфии
- Иоанн Гиркан I  
 134 до н.э.— 104 до н.э. 
 Этнарх Иудеи
- Югурта  
 118 до н.э.— 105 до н.э. 
 Царь Нумидии
- Митридат VI Евпатор  
 109 до н.э.— 63 до н.э. 
 Царь Понта и Боспора
- Антиох VII Грип  
 125 до н.э.— 96 до н.э. 
 Царь Сирии
- Антиох IX Кизикский  
 116 до н.э.— 95 до н.э. 
 Царь Сирии
- Бокх I  
 ок. 110 до н.э.— ок. 80 до н.э. 
 Царь Мавретании
- Птолемей X Александр II  
 107 до н.э.— 89 до н.э. 
 Царь Египта
- Птолемей Апион  
 107 до н.э.— 89 до н.э. 
 Царь Кирены
- Кайка 
 158 до н.э.—98 до н.э. 
 Император Японии